# Транспорт в Республике Корея
Транспорт в Южной Корее представляет собой систему транспортных коммуникаций страны, таких как железные и автомобильные дороги, воздушные и морские магистрали.

## Железные дороги
Общая протяжённость:
3460 км.

Со стандартной шириной колеи:

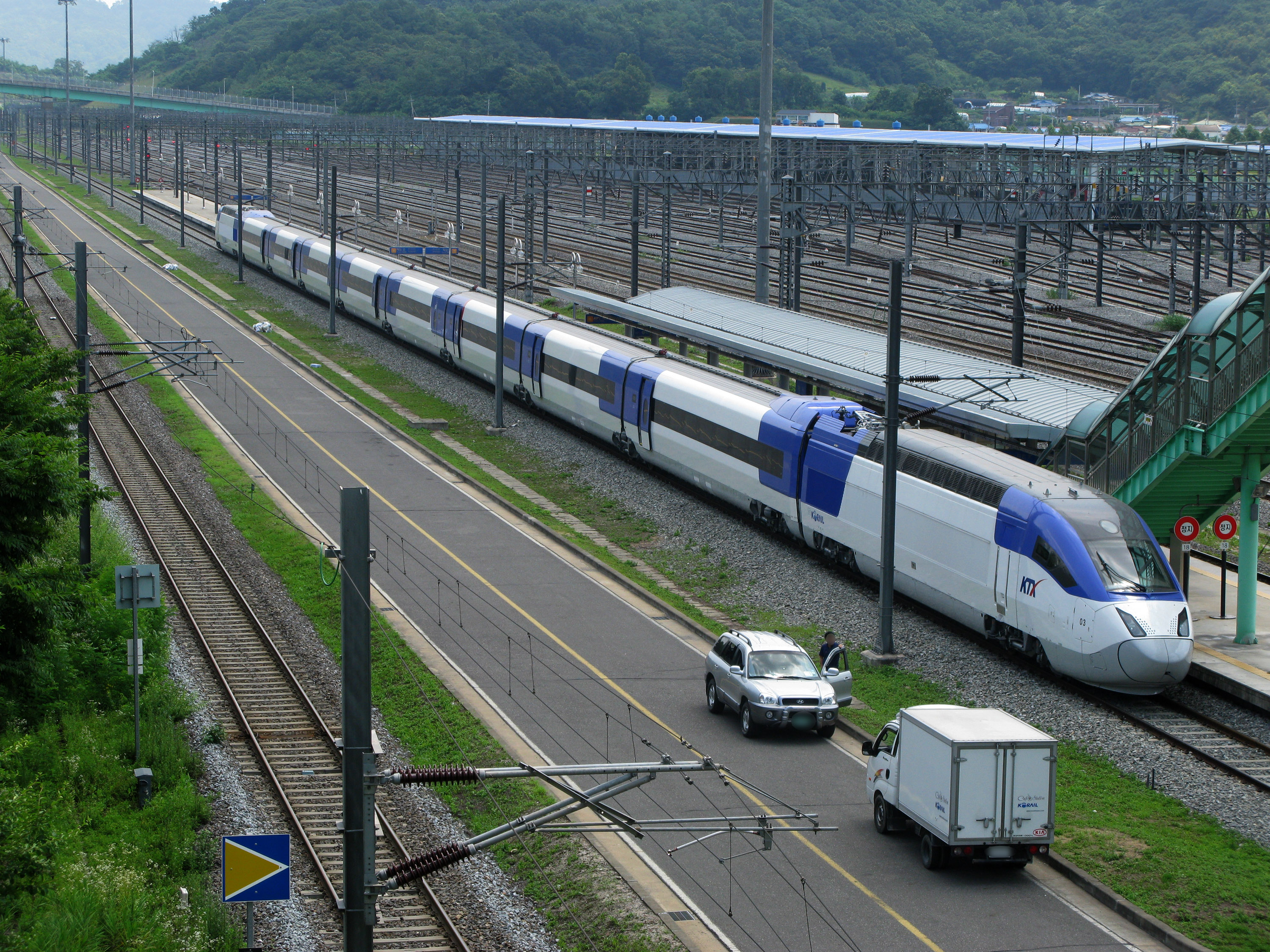
Поезд Korail на железной дороге Южной Кореи

3460 км. с шириной 1,435 м. (из них 1422 км. электрифицировано) (2014)
Железные дороги — один из главных способов перемещения людей в Южной Корее. Национальные железные дороги Кореи (Хангук Чхольдо (кор. 한국 철도) или Кукчхоль (кор. 국철) (KNR) (оф. сайт) — единственный железнодорожный пассажирский перевозчик в стране.

### Главные железнодорожные линии
Главная железнодорожная линия страны — Линия Кёнбу (кор. 경부선), соединяющая столицу со вторым по величине городом страны, Пусаном. Ниже представлены другие важные железнодорожные линии страны:
| Линия          | Хангыль     | Основные станции                                        |
| Кёнбусон       | 경부선      | Сеул, Сувон, Тэджон, Тэгу, Пусан                        |
| Кёнъинсон      | 경인선      | Куро, Инчхон                                            |
| Кёнъыйсон      | 경의선      | Сеул, Торасан                                           |
| Кёнвонсон      | 경원선      | Йонсан, Чхоннянни, Ыйджонбу, Синтханни                  |
| Кёнчхунсон     | 경춘선      | Чхоннянни, Сонбук, Чхунчхон                             |
| Чанхансон      | 장항선      | Чхонан, Чанхан                                          |
| Чхунбуксон     | 충북선      | Чочхивон, Чхонджу, Чхунджу, Чечхон                      |
| Хонамсон       | 호남선      | Тэджон, Иксан, Кванджу, Мокпхо                          |
| Чолласон       | 전라선      | Иксан, Чонджу, Сунчхон, Йосу                            |
| Кёнбуксон      | 경북선      | Кимхон, Йонджу                                          |
| Чунъансон      | 중앙선      | Чхоннянни, Вонджу, Чечхон, Йонджу, Андон, Кёнджу        |
| Ёндонсон       | 영동선      | Йонджу, Тонхэ, Каннын                                   |
| Тхэбэксон      | 태백선      | Чечхон, Тхэбэк                                          |
| Тонхэ Намбусон | 동해 남부선 | Пусанджин, Тхэхваган, Кёнджу, Пхохан                    |
| Кёнджонсон     | 경전선      | Самнанджин, Масан, Чинджу, Сунчхон, Кванджу (Сонджонни) |

Планируемые или исчезнувшие линии железных дорог — Линия Кимпхо, Линия Сыин, Линия Кымгансан, и Линия Тонхэ Пукпу. На острове Чеджудо железных дорог нет.

### Категории пассажирских поездов
В Южной Корее действует четыре вида железнодорожного пассажирского транспорта: KTX, скоростная железнодорожная экспресс-магистраль, покрывает расстояние от Сеула до Пусана за время, меньшее, чем самолёт, самая дорогая из четырёх. Сэмаыль (кор. 새마을호, «Новая деревня») делает несколько остановок. Мугунхва (кор. 무궁화호, «Роза Шарона») — наиболее популярный вид железнодорожного транспорта, останавливается почти на всех остановках, довольно дешева. Тхониль (кор. 통일호, «Общая») — самый медленный и дешёвый вид из четырёх.

### Специальные маршруты
KNR еженедельно проводит экскурсионные туры на паровозе по линии Кёве (кор. 교외) между Сеулом и Ыйджонбу. Между Сеулом и городами Пусан, Мокпхо и Йосу курсируют поезда со спальными вагонами. Кроме того, существовали частные узкоколейные железные дороги, такие как Линия Сыин, проходившая между Сувоном и Инчхоном, однако в 90-е годы XX века от них отказались.

### Высокоскоростные железные дороги

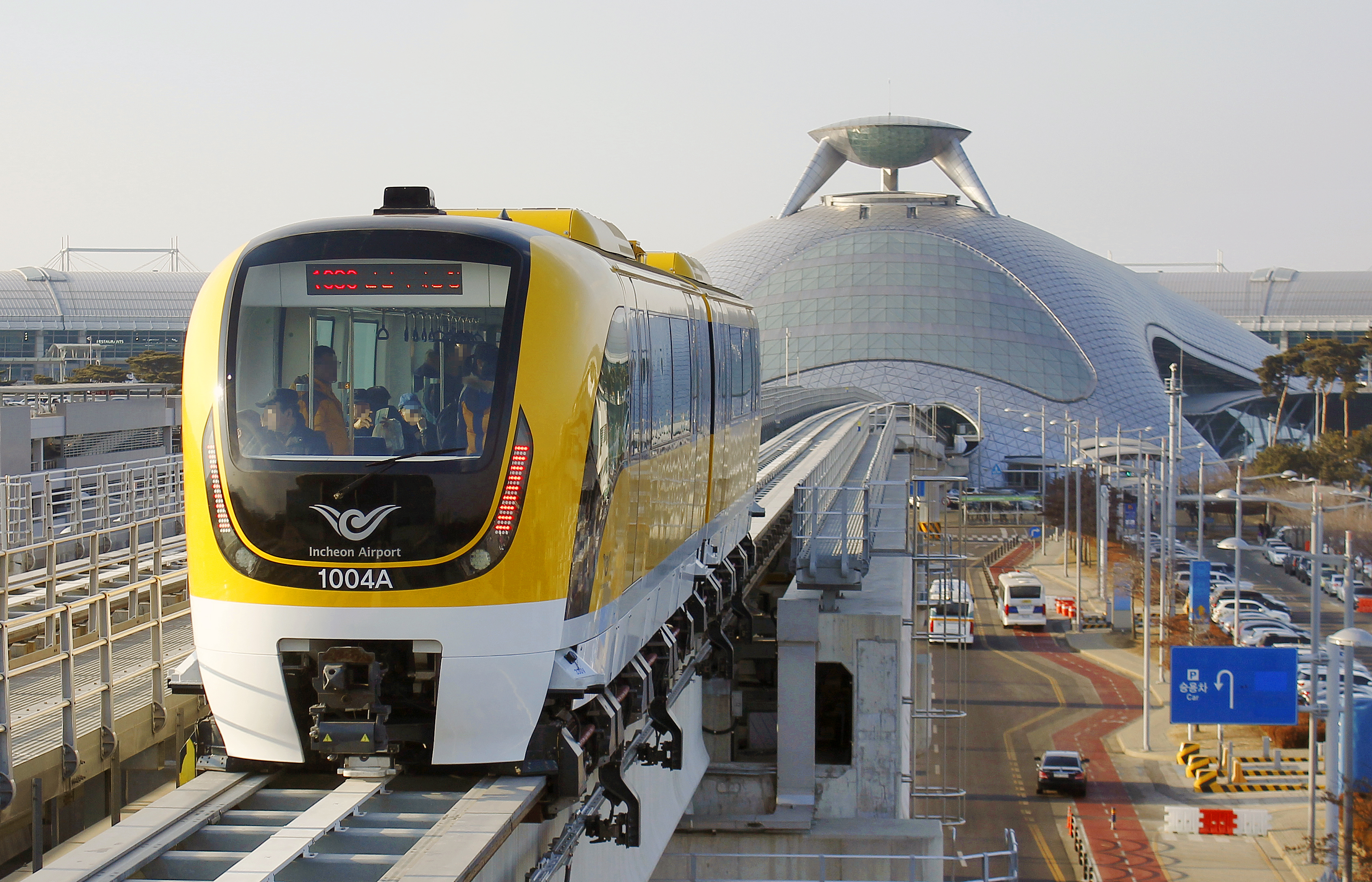
Маглев в Инчхоне

Высокоскоростная железная дорога, известная как Korea Train Express (KTX), осуществляет поездки между Сеулом и Пусаном через Чхонан, Асан, Тэджон и Тэгу. Железная дорога использует французскую технологию TGV. Работу начала в 2004 году, а на проектную мощность вышла в 2010 году. Поезда могут достигать скорости в 300 км/ч по специальному железнодорожному полотну.
Проект KTX основан на французской технологии TGV, но с некоторыми различиями  относительно компонентов пути. Это, главным образом, шпалы (моноблок) и скрепления (Pandrol e-Clip). К этому привели результаты соответствующих исследований и тестов, проведенных в Корее. После 2 – 3 лет эксплуатации, было завоевано доверие, вследствие отсутствия отрицательных результатов. Можно сделать  вывод, что путь оправдал все ожидания. 
Что касается укладки пути и его содержании, то французские технологии и методики лучше всего удовлетворяют корейским условиям. Скорость укладки и геометрические параметры пути сопоставимы или даже выше, чем во многих европейских странах. 
Были выполнены определенные измерения, для определения упругости пути, как функцию от воздействия подвижного состава и температуры окружающей среды, по сравнению с другими странами. Результаты были положительными и снова оправдали все ожидания. 
Другая цель проекта состояла в том, чтобы принять последнее технологическое достижения и внедрить их в Железнодорожную Промышленность Кореи. Примером такого внедрения новой технологии может служить замена рельсового скрепления e-Clip, успешно эксплуатируемого на Испытательной Трассе, на скрепление Pandrol FASTCLIP. Скрепления заменили на Испытательной Трассе и на части следующей секции, где были установлены скрепления e-Clip. Замена скреплений будет проводиться на всем балластном пути. 
Замена рельсовых скреплений мотивирована простотой и менее дорогим обслуживанием пути, которые достигнуты системой  FASTCLIP, по сравнению со скреплением e-Clip. Подобно пути с системой e-Clip, система FASTCLIP была проверена в лабораторных условиях прежде, чем её начали устанавливать в путь. Все компоненты скрепления Pandrol FASTCLIP производятся в Корее. (отчет по строительству Korea Train Express (KTX)) (недоступная ссылка)

### Линии в Северную Корею
До разделения Кореи Линия Кёни и Линия Кёнвон шли в северную часть страны, которую сейчас занимает КНДР. Линия Кёни соединяла Сеул с Кэсоном, Пхеньяном и Синыйджу, а Линия Кёнвон обслуживала Вонсан на восточном побережье. Другая линия — Линия Кымгансан — соединяла Чхорвон и Кымгансан на севере. Линия Кёный является одной из двух линий железных дорог, которые в настоящее время реконструированы, другой такой является Линия Тонхэ Пукпу.

## Метрополитен

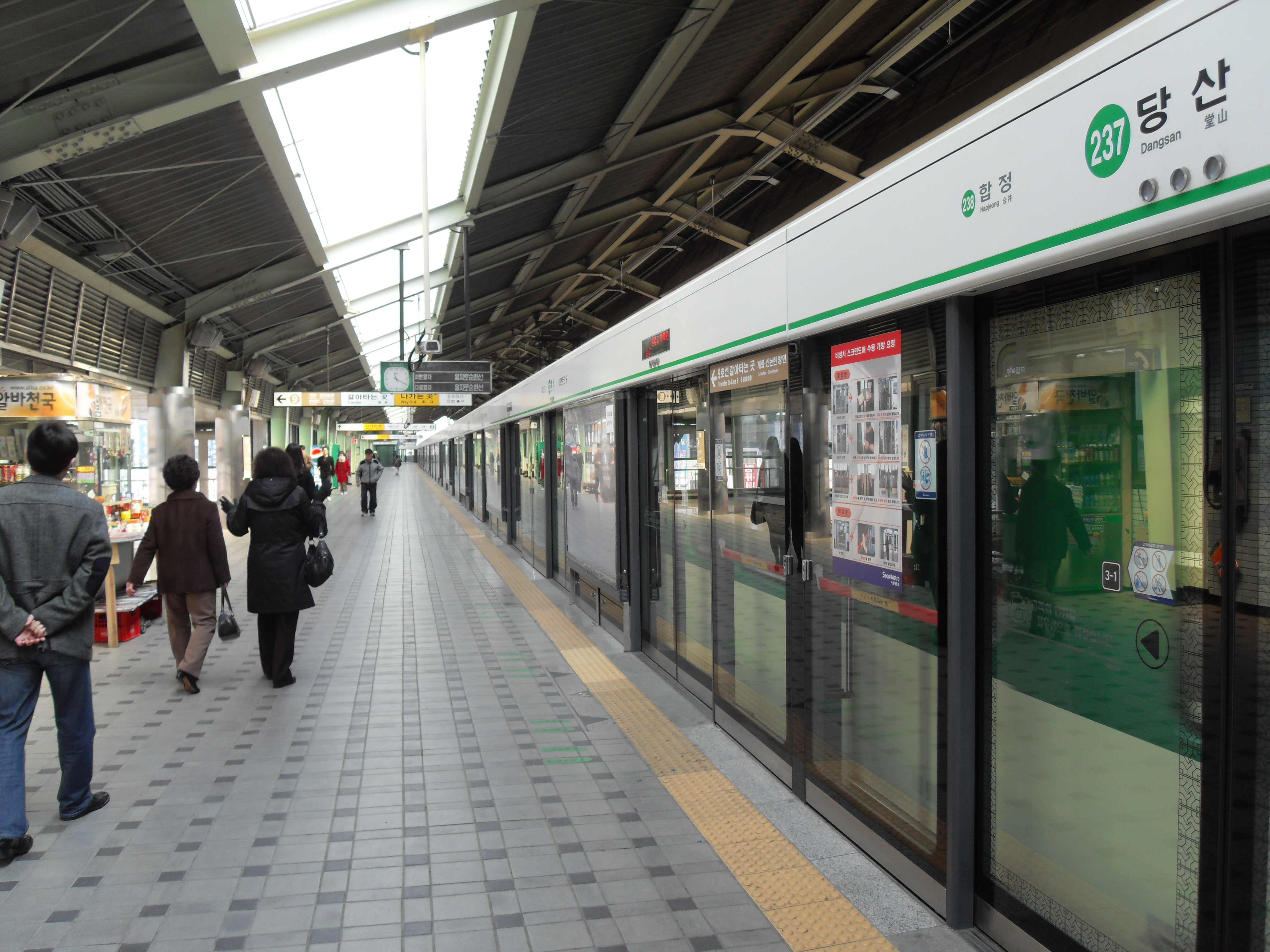
Сеульский метрополитен

В шести крупнейших городах Южной Кореи — Сеуле, Пусане, Тэгу, Инчхоне, Кванджу и Тэджоне имеются метрополитены.
Сеульский метрополитен — старейший в стране, первая линия от Сеульского вокзала до Чхоннянни была открыта в 1974 году.
До ноября 1968 года больше всего пассажиров в Сеуле перевозили трамваи. Первые линии метро заменили их. К примеру, первая линия сеульского метро проходила по старому трамвайному маршруту вдоль Чонно между Сеульским вокзалом, Намдэмуном и Чоннянни, а вторая линия проходила вдоль Ыльджиро от Сити Холла до Тондэмуна.

## Трамваи
Трамваи работали в Сеуле с начала XX века до 70-х годов. Трамвайная сеть покрывала весь центр города (Чунну и Чонногу), а также окрестные районы, включая Чхоннянни на востоке, Мапхогу на западе и Норянджин на юге. Сеть была заменена метрополитеном.

## Автобусы

### Междугородные автобусы
Практически через все города и посёлки Южной Кореи проходят маршруты междугородных автобусов. Они называются косок («скорые») или сиве («пригородные»). Автобусы косок покрывают большие расстояния и делают мало остановок. Сиве обычно покрывают меньшие расстояния и делают больше остановок.

### Городские автобусы

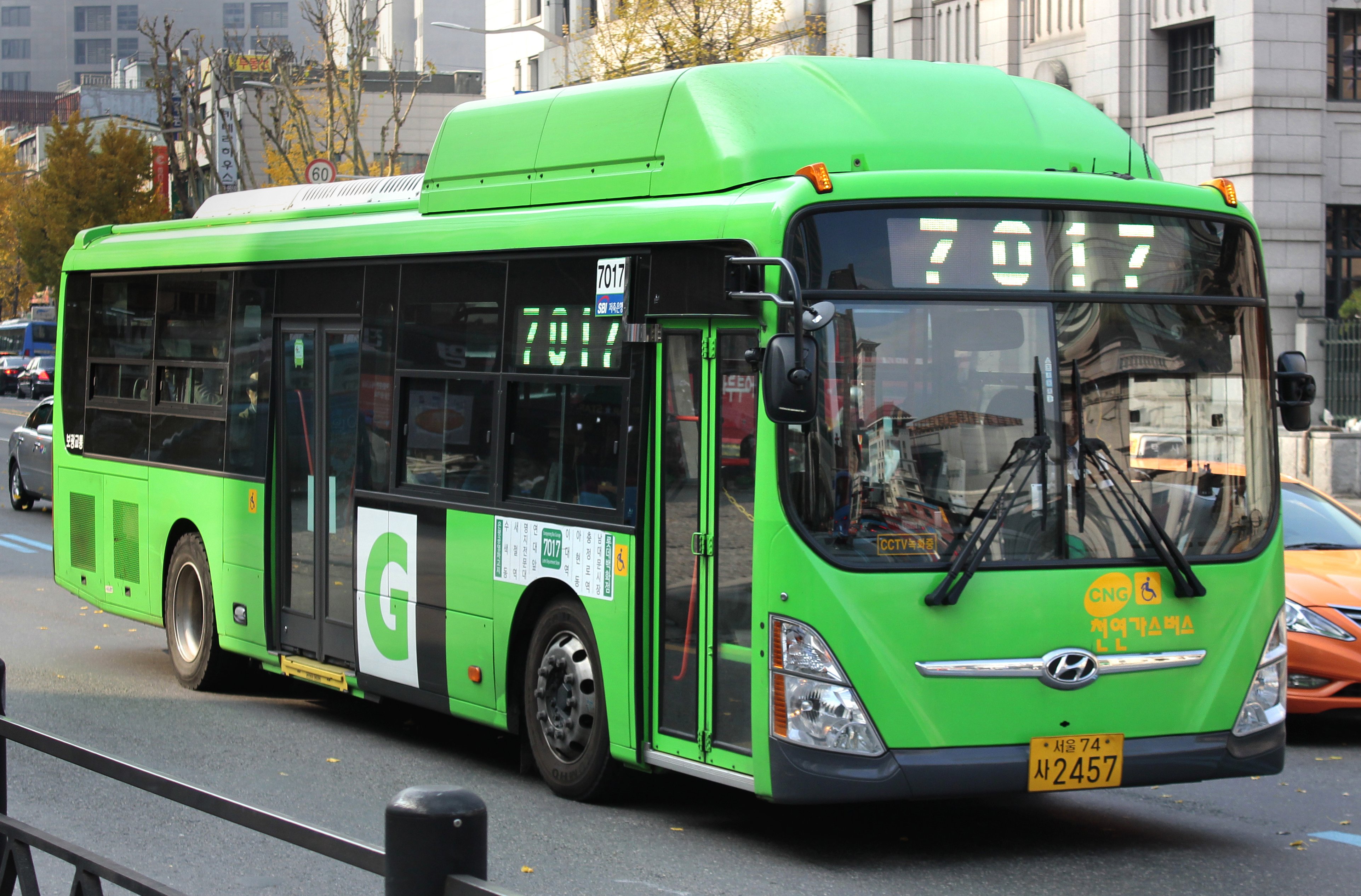
Сеул, городской автобус.

Внутри городов работает два типа автобусов: чвасок («сидячий») и ильбан («обычный»). Оба типа часто обслуживают один и тот же маршрут, останавливаются на тех же остановках и ходят через одинаковые интервалы, единственным отличием является то, что чвасок более дорогие, с более удобными сиденьями, в них отсутствуют стоячие места, в отличие от автобусов ильбан.

### Другие направления
Международный аэропорт Инчхон обслуживается сетью комфортабельных скоростных автобусов, маршруты которых охватывают всю страну. Свои автобусы имеют крупные церкви, школы, фирмы.

## Автотранспорт
Общая протяжённость:
104 983 км

Асфальтированные:

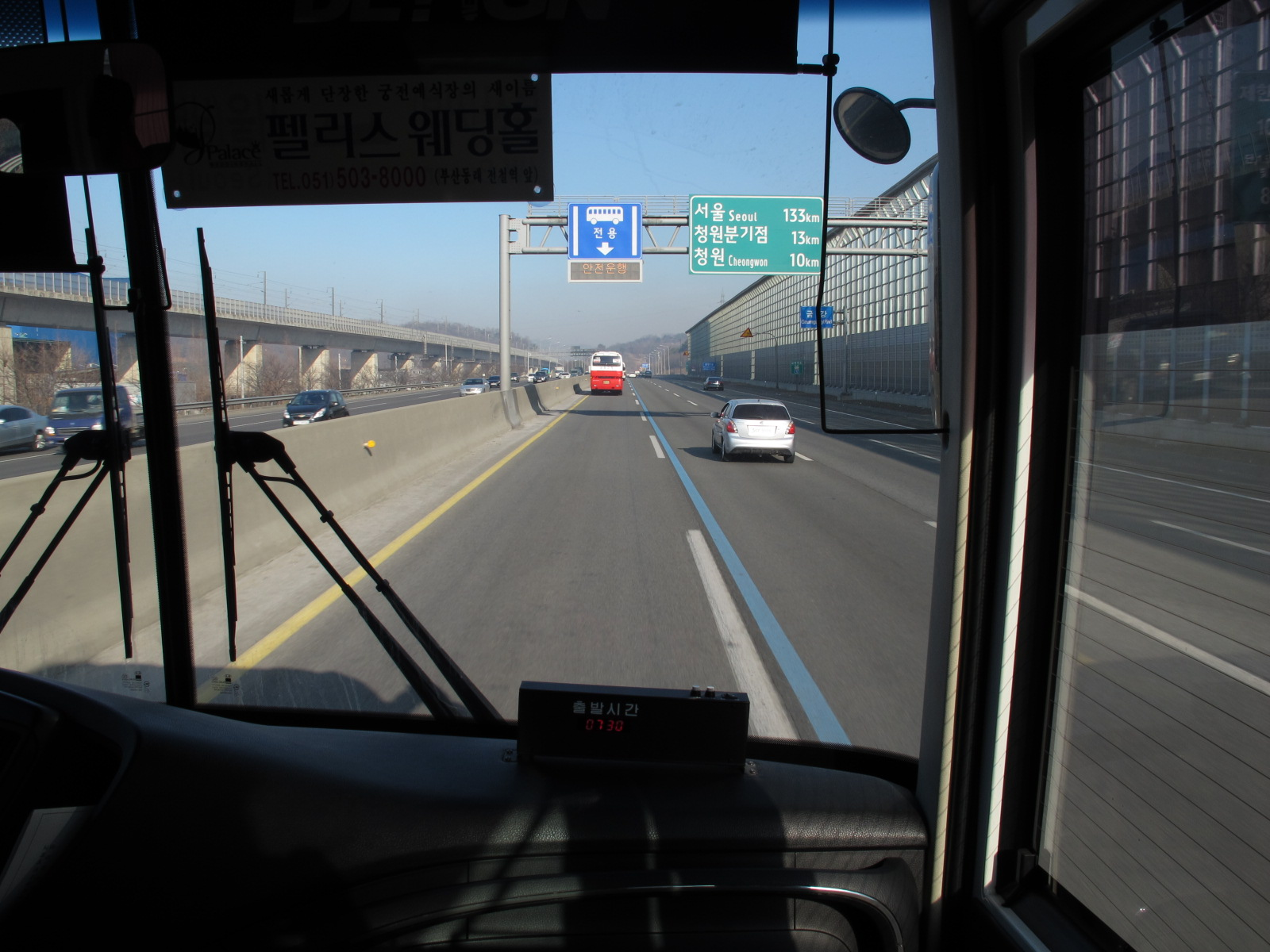
Корейские скоростные автодороги

83 199 км (включая 3 779 км автострад)

Неасфальтированные:
21 784 км (2009, оценка)
Шоссе в Южной Корее подразделяются на национальные (국도) автострады  и скоростные  автострады (고속도로). Все скоростные  автострады  являются платными  дорогами и по ним запрещена езда на мототранспорте. Все они принадлежат государственной автодорожной корпорации (한국도로공사) http://www.ex.co.kr/. Платные автодороги почти повторяют маршруты  национальных  дорог с той лишь разницей, что в них нет перекрёстков и можно развивать более высокую скорость. По платным автодорогам также как и по национальным  автодорогам можно доехать почти во все уголки страны. Оплату за проезд на скоростных автострадах можно произвести как наличным и безналичным образом, но в последнее время всё большую популярность завоевывает мобильный способ оплаты (hiPass), когда специальное устройство на выезде из автострады считывает информацию с карты оплаты на автомобиле и сообщает владельцу голосовым способом о сумме за проезд.  Сумма с карты оплаты автоматический снимается с банковского счёта. При таком способе автомобиль проезжает пункт оплаты практически не останавливаясь.
На 2020-е годы на рынке автомобилей доминируют местные марки Kia (с лидерами по продажам Kia Sorento и Kia Carnival) и Hyundai, суммарно занимающие долю около 70% от всего рынка страны, в пятёрку лидеров также входят корейские же марки Genesis и SsangYong, и американские марки Chevrolet и Tesla.
В последние годы имеется тенденция к сокращению рынка: в 2021 году автомобильный рынок Южной Кореи потерял 8,5% в объёме, сократившись до 1,72 млн единиц; в 2022 году - потерял еще 2,5%, снизившись до 1,67 млн единиц; в 2023 году продажи немного немного подросли и составили 1,72 млн единиц (+ 3,2%), но за первое полугодия 2024 года корейский авторынок показал падение на 3%.

## Водный транспорт

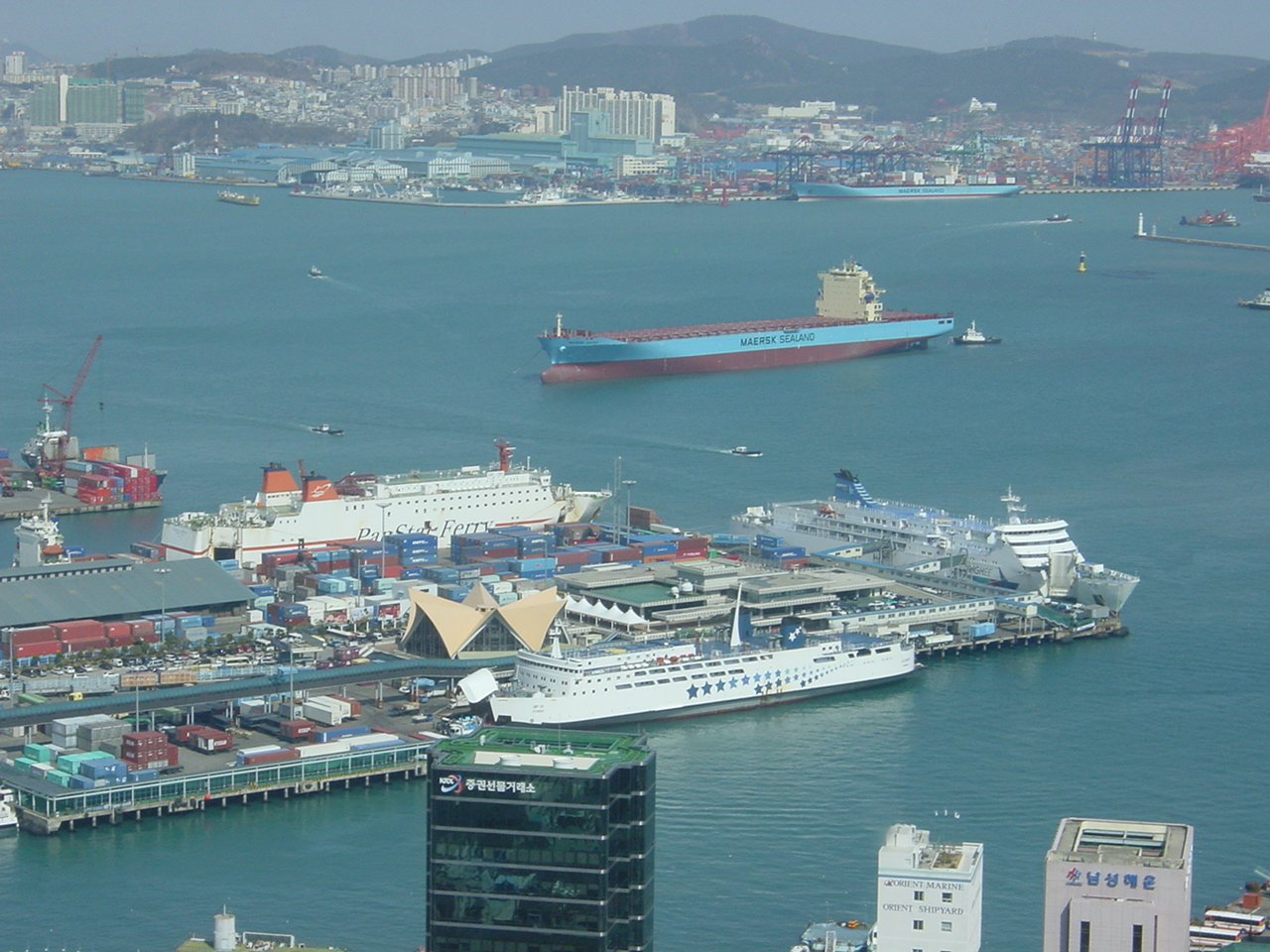
Морской порт в Пусане

Протяжённость: 1600 км;

### Паромы
Южная Корея держит один из самых крупных в мире паромных флотов, которые обслуживают прибрежные острова Кореи, а также осуществляют международные рейсы. Страны, связанные с Южной Кореей паромными переправами — Япония, Китай и Россия.

### Порты
Главные порты страны: Чинхэ, Инчхон, Кунсан, Масан, Мокпхо, Пхохан, Пусан, Тонхэ, Ульсан, Йосу, Сокчхо.

### Торговый флот
Всего:
650 судов (более 1000 брутто-регистровых тонн): всего 7 992 664 брутто-регистровых тонн с дедвейтом 12 730 954.

Судна по типу:
насыпные — 151, грузовые — 202, химические танкеры — 87, контейнерные — 79, танкеры со сжиженным газом — 20, пассажирские — 5, грузопассажирские - 20, нефтеналивные танкеры — 53, холодильные — 18, судна погрузки/разгрузки — 7, специализированные танкеры — 3, для перевозки наземного транспорта — 3 (2005, оценка)

## Воздушный транспорт

### Авиалинии
Главные авиаперевозчики Южной Кореи — Korean Air (оф. сайт) и Asiana Airlines (оф. сайт). Оба предоставляют услуги по авиаперевозкам как внутри страны, так и за границу.

### Аэропорты

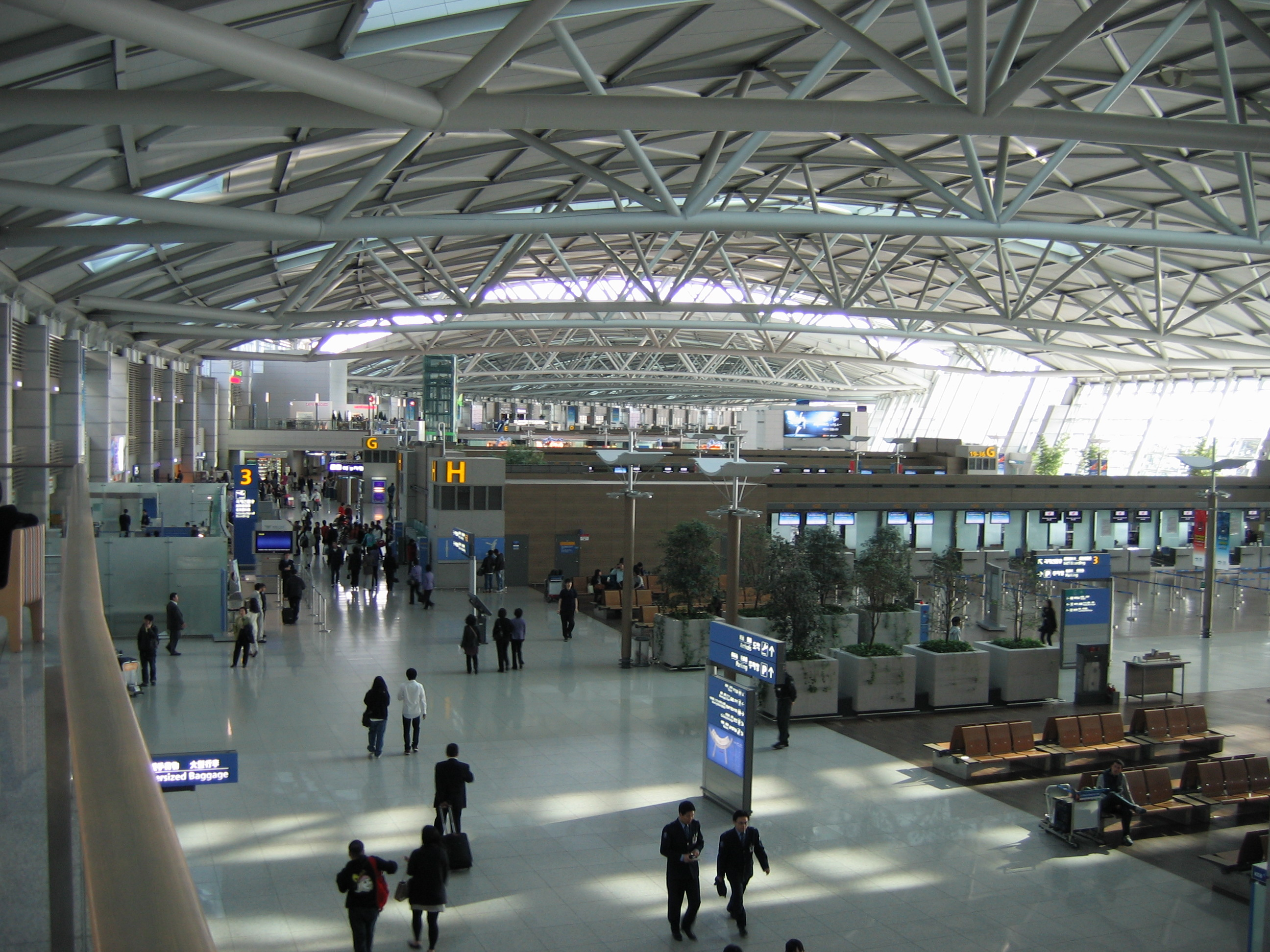
Инчхонский международный аэропорт

Сеул обслуживается двумя аэропортами: инчхонским (оф. сайт) и Кимпхо (сайт). Международные рейсы принимаются в основном аэропортом Инчхона, тогда как Кимпхо принимает в основном местные рейсы. Другие крупные аэропорты расположены в Пусане и Чеджудо.
Количество аэропортов: 111 (2013, оценка)
Аэропорты с мощёной ВПП:

Всего:
71

длиннее 3,047 м:
4

2 438 — 3 047 м:
19

1 524 — 2 437 м:
12

914 — 1 523 м:
13

короче 914 м:
23 (2013, оценка)
Аэропорты с немощёной ВПП:

Всего:
40

914 — 1 523 м:
2

короче 914 м:
38 (2013, оценка)
Вертолётные площадки:
466 (2013, оценка)

## Трубопроводы
- Трубопровод Республика Корея-КНДР
- Транскорейский трубопровод

Эти трубопроводы используются для передачи нефтепродуктов.